# شارع بغداد (دمشق)
شارع اشتهر في دمشق وقد أُنشئَ في عهد الانتداب الفرنسي على سوريا ولبنان.

## نشأة الشارع
أنشئ هذا الشارع في زمن الانتداب الفرنسي لتسهيل عبور القوات الفرنسية بين المدينة والغوطة، ولتسهيل الوصول إلى المستشفى الفرنسي العسكري في حي القصاع، وسُمي بهذا الاسم لأنه يؤدي إلى الطريق الواصل لمدينة بغداد، خططه والي دمشق العثماني «خلوصي بك» سنة 1333 هجرية، 1915 ميلادية، وأطلق عليه اسم «الجادة الخلوصية»، ولم ينفَّذ إلا من قبل الانتداب الفرنسي عام 1925 لربط «دمشق» بالغوطة، وسمي بـ«شارع بغداد» لأنه الطريق البري الذي يربط «دمشق» ببغداد. 
يمتاز الشارع بأنه وجهة الكثيرين في «دمشق» من شركات عالمية، ومطاعم، ومراكز تخصصية، ومستشفيات كثيرة، ويعد من شوارع العاصمة القديمة التي تتوسطها، فخلال دقائق معدودة تستطيع أن تكون في سوق «الصالحية» والأسواق المجاورة له، وأن تتبضع حاجاتك اليومية، كما تستطيع أن تذهب إلى «الشام القديمة» مشياً على الأقدام، فعشر دقائق كافية لإيصالك إلى باب توما.

## أشهر مباني الشارع
جامع «لالا باشا»؛ الذي شيده أحفاد الوزير «لالا مصطفى باشا»، قبالة معهد اللاييك وهو بناء مدرسة شيدته بعثة تعليمية فرنسية عام 1925، ومن مباني الشارع المعروفة أيضاً المبنى القديم السابق «لإذاعة دمشق» قبل انتقالها إلى شارع النصر، ومن ثم إلى ساحة الأمويين، وفيه محطة وقود الأزبكية التي كانت مقهى قديماً كان يطلق عليه اسم قهوة «الشيخ ديب».
سكنت في شارع «بغداد» عائلات دمشقية معروفة منها: «الشوربجي»، و«البندقجي»، و«البارودي»، وبما أن الشارع هو أحد أكثر الأماكن المحببة للسكن في «دمشق»، وخصوصاً لدى زواها يتغير ساكنوه باستمرار، وكذلك تغيرت معظم مباني الحي لتكون على الشكل الطابقي الحديث.